# NeuN
『NeuN』（ノイン）は、髙橋ツトムによる日本の漫画。『週刊ヤングマガジン』（講談社）にて、2017年7号・19号・20号に読切として掲載され25号から連載開始。当初は月1連載だったが、2018年40号からは隔週連載となり、2020年10号にて第一部が完結した。キャッチコピーは『血と運命のビルドゥングスロマン』。

## あらすじ
1940年、ドイツ国南部のとある小さな村ブラウシュテッペにSS隊員らが訪れ、村民らに住民ファイルの提出を命じた。しかし、村の人口を把握したSSの目的は、フランツ・ノインとその顔を見た全住民の殺害だった。ヒトラーの後継者としてそのDNAを継ぐ13人の子供達が人工的に造られたが、そのうちノインを含む12人は不要とされたためである。ノインの護衛任務に就いていたSS隊員テオ・ベッカーはノインを守るという当初の任務を遂行するため、同じSSでありながら、襲撃の指揮をとるクラウゼン少将に背いて他の隊員らを爆殺する。少将をも銃殺した後、テオはノインを連れてナチスの手から逃れる旅に出る。

## 登場人物

### 主要人物
フランツ・ノイン / Neun
ブラウシュテッペ村に住んでいた9番の姓を持つ少年。相手を洗脳し取り込む同期能力を有している。殺されたアハトの「生きたかった」という思いを読み取り、ゼクスを倒す決意をする。
ベルナー・アハト / Acht
8番の姓を持つ。シュプレリューゲンに住んでいた。ゼクスと会った後自殺した。
ゲオルク・ゼクス / Sechs
6番の姓を持つ眼鏡を掛けた少年。ヒトラーユーゲント帝国主席。恐るべき知能・推理力で本当の自分を知った。12歳で博士号を取得した。専攻は量子力学。
ノインと出会う2年前、自分の壁を自殺させ村人を56人抹殺した。単身ベルリンに乗り込みゲッペルスやヒムラーを動かして自分以外の他の子供の抹殺命令を出した。13人の中で唯一の「完成された人種」（同期する人間「ジンクロニザトアー」）な模様。
レベッカ・エルフ / Elf
11番。黒髪の少女。自身の居た村を焼いたナチスを憎み復讐を望んでいる。ドイツからワルシャワに向かい「藁の弾丸」に加入、その後裏切者を殺害した。ノイン曰く「嘘つき」。
女神
13人の子供の母親。ヒトラー以上の「選ばれた人種」。

### 壁（ヴァント）
テオ・ベッカー (Theo Becker)
9番の壁。1910年生まれ。ノインを守る命令を受けておりSSが襲撃してきた際、彼を守る道を選択する。彼のことを「人類にとっての福音」かもしれないと思っている。
ナオミ・ライジンガー (Naomi Reisinger)
8番の壁。日本刀を駆使する女戦士。テオ同様、アハトを守る道を選ぶ。アハトの死後はノインに価値を見出し、テオと共にノインを守る。
ギュンター
11番の壁。写真全てをレベッカに託し「藁の弾丸」を頼れと遺言を残した後、殺害された。クーゲルとは古い知り合い。

### ナチス
ハインリヒ・ヒムラー (Heinrich Himmler)
ナチスSS長官。ゼクスの案を受け、ヒトラーの血を受け継いだ子供らの粛清「12Feld作戦」の遂行を指示した。
ゲルト・クラウゼン
少将。ブラウシュテッペ村襲撃の指揮を執るが、テオにより殺された。
ヨーゼフ・ゲッベルス (Joseph Goebbels)
ナチス宣伝相。
アドルフ・ヒトラー (Adolf Hitler)
ナチス・ドイツ総統。
ウルリッヒ・ノイシュテッター
「Dr. U（ドクトル・ウー）」と呼ばれるSS医学総監。当時13歳だったテオがナチスに入るきっかけを作り、体外受精により13人の子供たちを人工的に造り出した。
ゲルハルト・ベッシュ
二等兵。
ジムゾン・ガビウス
少将。シュプレリューゲンの街を管轄していたが、Dr. Uに処刑された。
オスカール・ディルレヴァンガー
SS大佐。ステンヴィツェ強制労働所所長。サディストであり、犯罪者のみで構成された部隊を率いている。テオに射殺された。

### 藁の弾丸
クーゲル
本名不明。ポーランドのレジスタンス組織「藁の弾丸」のリーダー。
ヤツェク・カミンスキ
ナチスのスパイ。「藁の弾丸」に潜入しポーランドの地下に潜っている組織の情報収集をしていたが、レベッカに処刑された。

### その他
エヴァ・ブラウン
ヒトラーの愛人である女性。ベルリンのとあるパーティーでゼクスと出会った。
カールバウマン
ノインの収容されている監視施設に送られてきた医師。アルコール依存症。
ベルガー
ノインの収容されている監視施設の先任医師。ノインの同期能力によって食欲が止められなくなっている。

## 用語
壁（ヴァント）
特命を受け、ヒトラーの遺伝子を受け継ぐ人工的に造られた13人の子供達を影から守る任務に当たる隊員たち。SS部隊出身の13人がおり、子供達と共にドイツ各地に分散していた。
12Feld作戦
13人の子供のうち、ゼクス以外の12人を抹殺する作戦。立案者のゼクスによると成功率は5割とされ、当初の段階で6人が殺された。「総統の血を継ぐ者はひとりでいい」という考えに基づき実行され、子供達が育った村などの住民らも子供の顔を見たという理由により全員が殺害された。
同期する人間（ジンクロニザトアー）
女神とゼクス、そしてノインが持つ特殊能力。Dr. U曰く、「無限世界（アペイロン）の同期者」。
藁の弾丸（たま）
ポーランドにてレジスタンス運動を行なう地下組織のひとつ。レベッカを匿っており、後にノインやテオ達と接触した。強制労働に従事する同胞やポーランド人達の解放を試みるも、リーダーのクーゲルが裏切ったためナチスに殲滅させられた。

## 書誌情報
- 髙橋ツトム『NeuN』 講談社〈ヤンマガKCスペシャル〉、既刊6巻（2020年2月6日現在）
  1. 2017年9月6日発売[1]、ISBN 978-4-06-510175-9
  2. 2018年2月6日発売[2]、ISBN 978-4-06-510907-6
  3. 2018年9月6日発売[3]、ISBN 978-4-06-512757-5
  4. 2019年3月6日発売[4]、ISBN 978-4-06-514511-1
  5. 2019年9月6日発売[5]、ISBN 978-4-06-516981-0
  6. 2020年2月6日発売[6]、ISBN 978-4-06-518485-1

　単行本に収録されているのは45話までであり、終盤4話は単行本未収録となっている。